# Чакалов, Любомир
Любомир Николов Чакалов (болг. Любомир Николов Чакалов; 18 февраля 1886, Самоков — 11 сентября 1963, София) — болгарский математик, академик Болгарской академии наук.

## Биография
Родился 18 февраля 1886 в городе Самоков. Девятый ребёнок в семье. Окончил школу в Пловдиве, устроился работать учителем недалеко от родного города. С помощью одного из братьев поступил в 1904 году в Софийский университет, окончил физико-математический факультет в 1908 году и с 10 сентября того же года стал работать ассистентом профессора Эмануила Иванова и руководить кафедрой высшего анализа Софийского университета. Позднее проходил дальнейшую стажировку в Лейпциге и Гёттингене (1910—1912), Париже и Неаполе (1925—1926).
С 14 октября 1919 по 31 марта 1922 Чакалов работал приглашённым профессором кафедры высшего анализа. В 1925 году получил докторскую степень по математике в Неаполе, защитив работу по уравнению Риккати, и стал академиком Болгарской академии наук. С 1922 года и до своего выхода на пенсию 15 октября 1952 работал далее на кафедре высшего анализа. В 1923—1924 годах декан физико-математического факультета, в 1943—1944 годах — ректор Софийского университета.
Основные его работы были посвящены вещественному и комплексному анализу, теории чисел, дифференциальным уравнениям, элементарной математике и другим областям. Чакалов исследовал арифметические свойства некоторых бесконечных последовательностей.
Был членом Королевской чешской академии наук, Варшавской академии наук, географического общества Лимы. С 1930 года постоянный член Болгарской академии наук. В 1949 году вступил в БКП, через год получил Димитровскую награду за свои достижения в математике. В 1963 году удостоен звания Народного деятеля культуры НРБ.
Скончался 11 сентября 1963 в Софии. На момент смерти в браке не состоял.